# Służba Leśna
Służba Leśna – pracownicy Lasów Państwowych, odpowiedzialni za zarządzanie lasami, prowadzenie gospodarki leśnej, ochronę lasów oraz zwalczanie przestępstw i wykroczeń w zakresie szkodnictwa leśnego. Do Służby Leśnej zaliczana jest Straż Leśna.

## Zadania
Zgodnie z art. 45 Ustawy z dnia 28 września 1991 r. o lasach pracownicy Służby Leśnej zajmują się:
1. sprawami zarządu lasami będącymi w zarządzie Lasów Państwowych;
2. prowadzeniem gospodarki leśnej i ochroną lasów;
3. zwalczaniem przestępstw i wykroczeń w zakresie szkodnictwa leśnego i ochrony przyrody oraz wykonywaniem innych zadań w zakresie ochrony mienia;
4. nadzorem nad gospodarką leśną w lasach niestanowiących własności Skarbu Państwa, jeśli taki nadzór został powierzony[1].

W celu realizacji zadań z punktu 3. utworzono Straż Leśną. Strażnicy leśni zaliczani są do Służby Leśnej.

## Pracownicy
Pracownikiem Służby Leśnej może zostać osoba, która posiada obywatelstwo polskie, ukończyła 21 lat, posiada pełnię praw cywilnych i obywatelskich, posiada odpowiednie kwalifikacje zawodowe, cieszy się nienaganną opinią, zatrudniona jest w pełnym wymiarze czasu pracy, posiada odpowiedni stan zdrowia oraz nie była karana sądownie za przestępstwo z chęci zysku lub z innych niskich pobudek.
Pracownikom Służby Leśnej podczas wykonywania czynności służbowych przysługuje ochrona prawna, przewidziana dla funkcjonariuszy publicznych. Pracownik ma prawo do bezpłatnego umundurowania i oznak służbowych, które zobowiązany jest nosić w czasie pełnienia obowiązków służbowych. Jeśli stanowisko i charakter pracy pracownika Służby Leśnej związane są z koniecznością zamieszkania w miejscu jej wykonywania, ma on prawo do bezpłatnego mieszkania. Jeśli pracownik używa do celów służbowych własnych pojazdów, ma prawo do zwrotu kosztów związanych z użytkowaniem tych pojazdów.
Strażnik leśny, nadleśniczy, zastępca nadleśniczego, inżynier nadzoru, leśniczy i podleśniczy mają m.in. prawo do: legitymowania osób podejrzanych i świadków, nakładania mandatów karnych, zatrzymywania i dokonywania kontroli środków transportu na obszarach leśnych oraz w ich bezpośrednim sąsiedztwie, przeszukiwania pomieszczeń i innych miejsc (w przypadkach uzasadnionego podejrzenia o popełnienie przestępstwa), ujęcia na gorącym uczynku sprawcy przestępstwa lub wykroczenia. Prawo do noszenia broni palnej długiej i krótkiej, kajdanek zakładanych na ręce, pałki służbowej, ręcznego miotacza substancji obezwładniających oraz przedmiotów przeznaczonych do obezwładniania osób za pomocą energii elektrycznej przysługuje wyłącznie strażnikom leśnym.
Kwestię stanowisk, stopni służbowych oraz zasad wynagradzania w Służbie Leśnej reguluje rozporządzenie ministra środowiska z 2003.

## Działalność
W 2011 pracownicy Służby Leśnej nałożyli 10 673 mandatów, z czego 907 na kwotę 97 130 zł wystawili pracownicy niebędący strażnikami leśnymi. Ponadto pracownicy Służby Leśnej skierowali do sądów 1120 wniosków, z czego 14 sporządzili pracownicy niebędący strażnikami leśnymi. W 2012 pracownicy Służby Leśnej nałożyli 12 985 mandatów, z czego 1022 na kwotę 96 590 zł wystawili pracownicy niebędący strażnikami leśnymi. Ponadto pracownicy Służby Leśnej skierowali do sądów 802 wnioski, z czego sześć sporządzili pracownicy niebędący strażnikami leśnymi.
W latach 2011–2012 ujawniono 108 473 przypadki szkodnictwa leśnego. Odnotowano 89 827 przypadków bezprawnego korzystania z lasu, 650 przypadków kłusownictwa, 2675 przypadków kradzieży lub zniszczenia mienia oraz 15 321 przypadków kradzieży drewna. W 2012 wartość szkód przekroczyła 7 mln zł, z czego ok. 3,9 mln zł to wartość skradzionego drewna.

## Zatrudnienie i wynagrodzenia
Przeciętne zatrudnienie w Służbie Leśnej w 2016 wyniosło 17 123 osoby i było wyższe o 829 osób niż w 2010 (16 294). W 2016 najwięcej pracowników Służby Leśnej było zatrudnionych w Regionalnej Dyrekcji Lasów Państwowych w Katowicach (1549), a najmniej w regionalnych dyrekcjach w Krakowie i w Warszawie (522).
Przeciętne wynagrodzenie miesięczne w Służbie Leśnej w 2016 wyniosło 8585 zł brutto i było wyższe o 2450 zł niż w 2010 (6135 zł). Łączny koszt wynagrodzeń w 2016 to ok. 1,76 mld zł.
Przeciętne zatrudnienie i wynagrodzenie miesięczne brutto w latach 2001–2016 prezentują poniższe tabele. Opracowano je na podstawie danych GUS (2001–2002, 2003–2009, 2010–2016).
| Rok  | Przeciętne zatrudnienie | Przeciętne miesięczne wynagrodzenie (zł brutto) |
| ---- | ----------------------- | ----------------------------------------------- |
| 2001 | 16 231                  | 3443                                            |
| 2002 | 15 921                  | 3702                                            |
| 2003 | 15 502                  | 3617                                            |
| 2004 | 15 361                  | 4001                                            |
| 2005 | 15 362                  | 4743                                            |
| 2006 | 15 457                  | 4613                                            |
| 2007 | 15 842                  | 5152                                            |
| 2008 | 16 282                  | 5353                                            |

| Rok  | Przeciętne zatrudnienie | Przeciętne miesięczne wynagrodzenie (zł brutto) |
| ---- | ----------------------- | ----------------------------------------------- |
| 2009 | 16 382                  | 5301                                            |
| 2010 | 16 294                  | 6135                                            |
| 2011 | 16 370                  | 7025                                            |
| 2012 | 16 385                  | 7695                                            |
| 2013 | 16 564                  | 7717                                            |
| 2014 | 16 702                  | 8014                                            |
| 2015 | 16 894                  | 8336                                            |
| 2016 | 17 123                  | 8585                                            |

## Stanowiska i oznaki służbowe
| Stanowisko | Oznaka służbowa |
| --- | --------------- |
| - gajowy |                 |
| - specjalista Służby Leśnej w nadleśnictwie - podleśniczy - strażnik leśny |                 |
| - starszy specjalista Służby Leśnej w nadleśnictwie - leśniczy - sekretarz nadleśnictwa - starszy strażnik leśny |                 |
| - specjalista Służby Leśnej w Dyrekcji Generalnej Lasów Państwowych - specjalista Służby Leśnej w regionalnej dyrekcji Lasów Państwowych - inżynier nadzoru w nadleśnictwie |                 |
| - inspektor Lasów Państwowych - inspektor Straży Leśnej - starszy specjalista Służby Leśnej w Dyrekcji Generalnej Lasów Państwowych - starszy specjalista w regionalnej dyrekcji Lasów Państwowych - zastępca nadleśniczego - zastępca dyrektora jednostki organizacyjnej Lasów Państwowych o zasięgu krajowym - główny księgowy nadleśnictwa |                 |
| - naczelnik wydziału - regionalny inspektor Lasów Państwowych (od 2024) - główny specjalista Służby Leśnej - kierownik zespołu ochrony lasu - nadleśniczy - dyrektor jednostki organizacyjnej Lasów Państwowych o zasięgu krajowym |                 |
| - główny księgowy Lasów Państwowych - główny księgowy regionalnej dyrekcji Lasów Państwowych - główny inspektor Lasów Państwowych - główny inspektor Straży Leśnej |                 |
| - zastępca dyrektora generalnego Lasów Państwowych - zastępca dyrektora regionalnej dyrekcji Lasów Państwowych |                 |
| - dyrektor generalny Lasów Państwowych - dyrektor regionalnej dyrekcji Lasów Państwowych |                 |
| Źródło: Rozporządzenie ministra środowiska z 19 grudnia 2017 |                 |